# Бейтсон, Патрик
Сэр Патрик Бейтсон (Paul Patrick Gordon Bateson; 31 марта 1938, Chinnor, Оксфордшир — 1 августа 2017) — британский биолог, специалист по поведению животных.
Доктор философии, эмерит-профессор Кембриджского университета, член Лондонского королевского общества и в 1998—2003 гг. его вице-президент, иностранный член Американского философского общества (2006).
Посвящён в рыцари в 2003 году.

## Биография
Его отец был наполовину норвежцем, а мать — норвежкой.
Уже в раннем возрасте решил стать биологом, на что повлияло его дальнее родство с генетиком Уильямом Бэтсоном и интерес к наблюдению за птицами. Окончил лондонскую Вестминстерую школу (1953), где учился с 1951 года, и Кембриджский университет по естественным наукам (1957). В том же году вышла его первая научная работа. Получил степень доктора философии.
Прежде чем вернуться в 1965 году в Кембридж, с которым он затем связал всю свою жизнь, Бейтсон два года провёл в качестве постдока работая с нейрофизиологом Карлом Прибрамом в Стэнфордском университете.
В Кембриджском университете он заведовал кафедрой зоологии, в 1976—1988 годах — директор подкафедры поведения животных, в 1988—2003 гг. возглавлял Королевский колледж. Подготовил 23 аспиранта (PhD).
В 2004—2014 годах президент Лондонского зоологического общества. Член Лондонского королевского общества (1983), в 1998—2003 годах его вице-президент и секретарь по биологии.
На протяжении пяти лет редактировал Animal Behaviour (journal).
Автор более 300 работ и ряда книг. Автор «Measuring Behaviour» (выдержавшей три издания) и «Design for a Life: How Behaviour Develops».
Женился в 1963 году, имел двух дочерей — Мелиссу и Анну.